# Beyoncé: The Ultimate Performer
Beyoncé: The Ultimate Performer è il secondo album video della cantante statunitense Beyoncé, pubblicato il 26 novembre 2006 dalla Columbia Records.

## Descrizione
Contiene i filmati dei concerti di Beyoncé girati tra Francia, Giappone, Regno Unito e Stati Uniti d'America. Il DVD inizia con le esibizioni dei brani Irreplaceable e Ring the Alarm a Budokan, in Giappone. Continua con le esibizioni di Déjà Vu e Crazy in Love al Robin Hood Benefit di New York City. Segue un’ ”intervista e performance” al Good Morning America. Baby Boy e Naughty Girl vengono performate alla Cipriani Wall Street. La sezione degli spettacoli del DVD termina con l'esibizione di Dangerously in Love 2 presso la Wembley Arena di Londra, in Inghilterra. La sezione delle caratteristiche speciali del DVD contiene servizi fotografici, la realizzazione di Ring the Alarm e del suo video musicale con le canzoni Déjà Vu, I Want You Back, Crazy in Love, Ring the Alarm, Say My Name, Survivor, Irreplaceable, Baby Boy, Naughty Girl, Proud Mary e Dangerously in Love 2.

## Pubblicazione
Il disco è stato pubblicato il 26 novembre 2006 e ripubblicato il 31 agosto 2010. In Australia, è stato pubblicato il 3 dicembre 2010.

## Successo commerciale
Dopo la ripubblicazione, ha raggiunto la diciassettesima posizione nella Spanish DVD Chart ed è rimasto alla stessa posizione nella settimana successiva, per poi uscire dalla classifica. Nella classifica dei DVD italiana, si è spinto fino alla tredicesima posizione. In quella stilata da Billboard, è arrivata alla ventesima posizione.

## Tracce

### 2006
- Performances:[10][11]

1. Irreplaceable & Ring the Alarm (Live da Budokan, Giappone)
2. Déjà vu & Crazy in Love (Live da Robin Hood Benefit, NYC)
3. Intervista & Performance (Live su Good Morning America)
4. Baby Boy & Naughty Girl (Live da Cipriani Wall Street Serires)
5. Dangerously in Love (Live dalla Wembley Arena)

- Contenuti speciali

1. Photo Shoots
2. "The making of" Ring The Alarm
3. Ring The Alarm (Video musicale)

### 2010[4]
1. Intro / Déjà Vu
2. I Want You Back / ABC
3. Crazy in Love
4. Ring the Alarm
5. Say My Name
6. Survivor
7. Irreplaceable
8. Baby Boy
9. Naughty Girl (Love to Love You Baby)
10. Proud Mary
11. Dangerously in Love 2

## Classifiche
| Classifica (2010)          | Posizione |
| -------------------------- | --------- |
| Italia (FIMI DVD Musicali) | 13        |
| Spagna (Top 20 DVD)        | 17        |